# Madakoala
Madakoala — рід вимерлих сумчастих фасколарктид із трьома відомими видами: Madakoala devisi, Madakoala wellsi та Madakoala robustus. Мадакоала вимерла приблизно 280 000 років тому в епоху плейстоцену.